# 福居良
福居良（1948年6月1日—2016年3月15日） ，日本爵士乐钢琴家。生前主要在其札幌市的"Slowboat"爵士俱乐部作常规演出，该俱乐部为其与妻子共有。福居良曾在各国演出并教授爵士钢琴，直到于2016年因淋巴瘤逝世。他的作品在其去世后受到关注并获得积极评价，其中数张专辑再版发行。 

## 职业生涯

### 1966年–1980年代
福居良的音乐生涯是从18 岁时学习手风琴开始的。22岁时，他开始自学钢琴并搬至东京，在此他偶然遇见了萨克斯手松本英彦。松本给予了这位有志于钢琴的青年宝贵的鼓励和指导，尽管如此，福居良仍常因自觉没有显著提高而感到沮丧。
在搬到东京的第六年，即1976年，福居良发布了他的第一张专辑《Scenery》，同年稍晚时又发布了第二张专辑《Mellow Dream》。他坚持不懈地在现场演奏中提升自己的技巧，经常与伝法諭（贝斯手）、福居良则（其弟，鼓手）组成三重奏，并常在新宿的"Pit Inn"、吉祥寺的"Sometime"与名古屋的"Jazz Inn Lovely"等爵士场地活跃。此外他也开始在海外多国演奏并教授爵士钢琴。

### 1990 年代–2015 年
1992年，在美国访问期间，福居良结识了来自底特律的美国爵士钢琴家巴里·哈里斯， 两人后来交为挚友。在波普爵士方面，哈里斯为福井提供了难能可贵的指导。 1994年，福居良的第三张专辑《My Favorite Tune》录制并发行，福居用钢琴独奏完成了几首原创作品，并演绎了桑尼·克拉克的《My Conception》和艾弗里·帕里什的《After Hours》等曲目。在这张专辑四年发行后，第四张专辑《In New York》问世 ，为福居良与鼓手Leroy Williams和贝斯手Lisle Arthur Atkinson组成的三重奏。在1995年，福居良回到札幌建立了"Slowboat"爵士俱乐部，吸引了大批海内外爵士音乐家前来。 此外他还持续开设课程和研讨会以传授其音乐认识与技巧。福居的最后一张专辑《 A Letter From Slowboat》发行于 2015 年，为他在 "Slowboat" 爵士俱乐部演奏的现场录音。

## 逝世与评价
福居良不幸于 2016 年 3 月 15 日因淋巴瘤去世。在他去世后，他的遗孀福井康子接管了"Slowboat"爵士乐俱乐部，并打理其日常运营。其老友巴里·哈里斯后来演奏福居的曲目《深爱》 (深い愛情)来向他致敬。

### 网络评价
日本爵士乐在2010年代后期重获关注，福居良及其音乐，尤其是专辑《Scenery》再次引起人们的兴趣。福居的音乐已经融入互联网流行文化，他的大部分作品已被上传至 YouTube 和Apple Music等流媒体平台。福居良及其音乐的新生吸引了大量收藏家寻求收藏其黑胶唱片。 

### 荣誉
2012年，福居荣获札幌文化振兴奖

## 唱片目录

### 录音室专辑
- 1976：《Scenery》
- 1977：《Mellow Dream》
- 1994：《My Favorite Tune》
- 2015：《A Letter From Sloboat》

### 现场专辑
- 1977 年：《Live at Vidro '77 (released in 2021)》
- 1999：《Ryo Fukui in New York》